# Ronald G. Worton
Ronald Gilbert Worton (* 2. April 1942 in Winnipeg) ist ein kanadischer Genetiker, Stammzellforscher und Wissenschaftskoordinator.

## Leben
Worton erwarb an der University of Manitoba 1964 einen Bachelor und 1965 einen Master in Physik. Seinen PhD in medizinischer Biophysik erhielt er 1969 an der University of Toronto. Als Postdoktorand arbeitete Worton an der Yale University. 1971 wechselte er an das Hospital for Sick Children in Toronto, wo er Forscher, Labor- und Forschungsleiter war. Ab 1985 hatte er dort die Leitung der Genetik sowie eine Professur an der University of Toronto inne. 1996 ging Worton als Wissenschaftlicher Gründungsdirektor an das Ottawa General Hospital Research Institute in Ottawa, das 2001 gemeinsam mit dem Loeb Health Research Institute im Ottawa Hospital Research Institute (OHRI) aufging, deren erster CEO und Wissenschaftlicher Direktor er wurde. Gleichzeitig wurde er Vizepräsident des Ottawa Hospital und erhielt Professuren in den Abteilungen für Innere Medizin und für Biochemie, Mikrobiologie und Immunologie der University of Ottawa. 2007 ging Worton in den Ruhestand.

## Wirken
Worton trug zur Identifikation, Isolierung und Klonierung des Gens für Dystrophin bei, dessen Mutationen Muskeldystrophie vom Duchenne-Typ und vom Becker-Typ verursachen können.
Am OHRI etablierte Worton ein Zentrum für Stammzell- und Gentherapie. 1988 war er Gründungsmitglied des Canadian Genetic Diseases Network und im Jahr 2000 entwickelte er das kanadische Stem Cell Network, einen Zusammenschluss herausragender Institutionen in der Stammzellforschung und -therapie, dessen wissenschaftlicher Direktor er bis 2005 war. Worton gehörte zu den führenden Persönlichkeiten der Human Genome Organisation.

## Auszeichnungen (Auswahl)
- 1989 Gairdner Foundation International Award[4]
- 1991 E. Mead Johnson Award[5]
- 1991 Ehrendoktorat der Université catholique de Louvain[6]
- 1993 Member des Order of Canada[7]
- 2000 Ehrendoktorat der University of Manitoba[6]
- 2002 Queen Elizabeth II Golden Jubilee Medal[7]
- 2000 Präsident der American Society of Human Genetics[8]
- 2011 Officer des Order of Canada[7]
- 2012 Queen Elizabeth II Diamond Jubilee Medal[7]
- 2014 Aufnahme in die Canadian Medical Hall of Fame[1]
- Fellow der Royal Society of Canada

Das Ottawa Hospital Research Institute (OHRI) vergibt seit 2006 den Dr. Ronald G. Worton Researcher in Training Award für erfolgversprechende Nachwuchsforscher.